# Albert Westöö

1878.02.0052. Solfjäder av bambuspröt från Kina, svartlackerad med gulddekor och bemålat silke, ur Etnografiska museets samlingar.

Albert Westöö, född 30 april 1824 i Lärbro socken, Gotlands län, död 25 juni 1878 i Porla, Örebro län, var en svensk sjökapten och köpman.

## Biografi
Albert Westöö flyttade 1867 från Visby till Stockholm där han blev köpman under firma Albert Westöö. Han var skattmästare på Gotlands Gille i Stockholm 1876–1878.
Naturhistoriska riksmuseet i Stockholm förvärvade 1866–1867 från Westöö en värdefull samling havsdjur från Ostindien.
Etnografiska museet i Stockholm innehar 50 mindre porträtt från Kina, Japan, Siam (nuvarande Thailand), Indien, Singapore och Indonesien, insamlade av Westöö. 46 av dessa ingick i den Allmänna etnografiska utställningen 1878–1879. Museet innehar även en samling föremål från bland annat Siam, Burma (nuvarande Myanmar), Kina, Indonesien och Holländska Ostindien, även dessa insamlade av Westöö.

Sultanen av Yogyakarta (Hamengkubuwono VI). Foto: Simon Willem Camerik (1830–1897).
Kvinna från Hongkong.
Lumpsamlare från Kina.
Barberare i Singapore. Foto: Thomson Bro:s, Singapore.

## Familj
Albert Westöö var son till Hans Petter Pettersson Westöö (1787–1862) och Ingrid Maria Wickman (1786–1861). Han gifte sig den 19 april 1855 i Visby med Charlotta Jacobina Lindström (1830–1879). Han ligger begraven på Norra begravningsplatsen i Solna.